# 前712年
| 千纪： | 前1千纪 |
| 世纪： | 前9世纪 \| 前8世纪 \| 前7世纪 |
| 年代： | 前740年代 \| 前730年代 \| 前720年代 \| 前710年代 \| 前700年代 \| 前690年代 \| 前680年代 |
| 年份： | 前717年 \| 前716年 \| 前715年 \| 前714年 \| 前713年 \| 前712年 \| 前711年 \| 前710年 \| 前709年 \| 前708年 \| 前707年 |
| 纪年： | 丁卯年（蛇年）；周桓王林八年；鲁隐公息姑十一年；齐僖公禄父十九年；晋哀侯光六年；曲沃武公称四年；卫宣公晋七年；蔡桓侯封人三年；郑庄公寤生三十二年；曹桓公终生四十五年；燕穆侯十七年；陈桓公鲍三十三年；杞武公三十九年；宋殇公与夷八年；秦宁公四年；楚武王熊通二十九年 |

## 大事记
- 鄭莊公、齊僖公、魯隱公三國滅許國。許莊公奔衛國，鄭國立其弟鄭為君，居許國東境，號許叔，是為許桓公[1]。
- 息國（河南息縣）與鄭國衝突，息軍攻入鄭境，大敗而還。
- 鄭國、虢國聯軍攻宋，大敗宋軍，以報宋、衛聯軍去年攻鄭之役。
- 魯國公子翬弒魯隱公立魯桓公允

## 逝世
- 魯隱公，姬姓，名息姑，魯国第十四代国君，魯惠公之子，魯桓公庶兄。